# 鹿獻陽
鹿獻陽（16世紀—17世紀），字宁光，南直隸鳳陽府潁州人，明朝政治人物。

## 生平
鹿獻陽是天啟元年（1621年）的河南鄉試舉人，五年（1625年）成進士，獲授大同推官，奉命前往新平，至聚落城時遇上三萬名敵兵攻打大同；他和人名民堅守數天，援兵來到才讓敵軍離去。朝廷使者以他精通軍務，薦為邊才第一，皇帝賜金十錠和勅書嘉獎，後事不詳。

## 引用
1. 1 2  乾隆《潁州府志·卷八·人物志》：鹿獻陽，字宁光，潁州人，天啟乙丑進士。授大同府節推，奉檄赴新平，至聚落城，遇敵率精騎三萬至薄大同；獻陽與吏民分地堅守，閱數日援兵至，敵引去。臺使論功，以文臣曉暢軍務，薦邊才第一，天子賜白繈十錠，降勅嘉獎之。
2. ↑  乾隆《潁州府志·卷七·選舉表》：天啟辛酉（舉人）……鹿獻陽 河南中式，進士